# JR中央線コミュニティデザイン
株式会社JR中央線コミュニティデザイン（ジェイアールちゅうおうせんコミュニティデザイン）は、東京都小金井市に本社を置くJR東日本グループの企業。駅ナカ型ショッピングセンター「nonowa」、駅ビル「セレオ」などの管理・運営を行う。またJR東日本八王子支社管内の中央線、南武線、武蔵野線の駅業務を受託する鉄道業務受託事業者（ステーションサービス）である。
2021年4月1日付で、株式会社JR中央ラインモールを存続会社として、JR東京西駅ビル開発株式会社を吸収合併した上で、株式会社JR中央線コミュニティデザインへ商号変更した。そのため、JR中央ラインモールと法人格は連続しているが、会社公式サイトでは合併日の2021年4月1日を「会社設立日」としている。

## 概要
JR東京西駅ビル開発は1980年に八王子駅の駅ビル「八王子ターミナルビル」を運営するために設立された企業であり、その後に中央線沿線の駅ビル「セレオ」および拝島駅の駅ナカ商業施設「Dila#Dila拝島」を運営していた。またJR中央ラインモールは、2010年に完工した中央線連続立体交差事業（三鷹 - 立川間）に伴い、高架下商業施設「nonowa」の運営および駅業務の受託を行うため、同2010年に設立された企業である。
JR東日本は、グループ経営ビジョン「変革2027」で掲げる「沿線くらしづくり構想」の一環として、2020年12月8日発行の「JR東日本ニュース」で、中央線沿線におけるサービスを一体的に運営することを目的にこの2社を統合することを発表し、2021年4月1日付で合併が実施された。また同時に、JR東日本千葉支社管内の京葉線沿線においても、千葉ステーションビルで同事業を推進するとした。
JR中央線コミュニティデザインの初代社長には、JR東京西駅ビル開発の代表取締役社長であった髙橋好一が就任した。また、JR中央ラインモールの代表取締役社長であった石井圭が常務取締役に就任した。
合併後の会社は、JR東京西駅ビル開発が運営していた商業施設「セレオ」と「Dila拝島」の運営を引き継ぎ、さらに駅業務受託事業については、JR中央ラインモールが受託していた中央線の武蔵境駅、東小金井駅、国立駅に加え、新たに2021年4月から南武線の南多摩駅、稲城長沼駅、矢野口駅を受託することとした。
そのほか、JR中央ラインモールが運営していた児童向けプログラミング教室「プログラボ」および、学生向け食事付き賃貸住宅「中央ラインハウス小金井」の管理・運営を引き継いだ。またJR中央ラインモール時代から手掛けていた沿線地域活性化促進のための各種行事やイベントの企画・運営も引き継いでいる。

### 本社・事業所
- 本社 - 東京都小金井市本町1丁目18-10　小金井本町ビル5階[1]（武蔵小金井駅南口、旧：JR中央ラインモール本社）
- 八王子オフィス - 東京都八王子市旭町1番1号　八王子ターミナルビル[1]（セレオ八王子北館、旧：JR東京西駅ビル開発本社）

### 制服
駅業務に従事する社員の制服は、2021年2月末日まではJR東日本の駅係員の制服に準じたデザインであったが、前身のJR中央ラインモール時代に、同年3月1日より独自に制服デザインを一新した。制服デザインは沿線にキャンパスを置く武蔵野美術大学の学生が担当した。新制服は中央線のラインカラーであるオレンジバーミリオンのラインをあしらい、制帽の帽章は「nonowa」のロゴマークでもあるハートとなっている。
旧制服はリサイクルによる社会貢献を目的に、リユースやリメイクにより再活用する。リユースとしては慈善団体を通じて南スーダンに寄付し、リメイクとしては制服の生地を活用した雑貨などを制作し「nonowa」で販売する。

## JR中央ラインモール
株式会社JR中央ラインモール（JRちゅうおうラインモール、英文社名：JR Chuo Line Mall Co.,Ltd.）は、かつて存在したJR東日本グループの企業。駅ナカ型ショッピングセンター「nonowa」の運営を行っていた。また、JR東日本八王子支社管内の中央線の駅業務を受託していた鉄道業務受託事業者（ステーションサービス）であった。
JR中央ラインモール時代から、親会社のJR東日本や他の鉄道事業者のステーションサービスとは異なり、鉄道駅と商業施設を一体的に管理している。そのため、駅長は商業施設の店長も兼務している。また役職名も他社とは異なり、駅長級に相当する社員は「支配人」、助役級に相当する社員は「マネージャー」、主任級に相当する社員は「チーフ」と呼称される。原則として、新卒入社した社員は駅業務を数年行い、適性に合わせて人事異動を行う。この方式はJR中央線コミュニティデザインにも引き継がれた。

### 設立の経緯
中央線沿線は線路があることで沿線の街が南北に分断されており、開かずの踏切による交通渋滞も問題化していた。その解消を目的に「中央線連続立体交差事業」が実施された。
1996年度（平成8年度）に東京駅 - 日野駅間40.8kmの連続立体交差化が決定。これにより三鷹駅 - 国分寺駅間7.3kmと国立駅 - 立川駅間3.0kmで連続立体交差事業が実施された。1999年（平成11年）に着工、2014年3月に事業が完了した。
事業の結果、高架下に9km・7万m2にわたる空間が生まれた。この高架下の空間を統一したコンセプトで一体的に開発し、中央線の沿線価値を総合的に向上させることを目的として、2010年12月1日に株式会社JR中央ラインモールを設立。高架下の商業施設「nonowa」などを開発したほか、中央線武蔵境駅・東小金井駅・国立駅の駅業務受託を開始した。

### 業務内容
- 商業施設「nonowa」の管理・運営
- 武蔵境駅・東小金井駅・国立駅の駅業務受託
- 児童向けプログラミング教室「プログラボ」の管理・運営
- 学生向け食事付き賃貸住宅「中央ラインハウス小金井」の管理・運営
- 中央線沿線の地域活性化促進のための各種行事・イベントの企画・運営

これらの業務は、JR中央線コミュニティデザインへ引き継がれた。

## 沿革
本節では、JR中央ラインモールとJR中央線コミュニティデザインの歴史について一体的に記述する。JR東京西駅ビル開発の歴史については「JR東京西駅ビル開発#沿革」を参照。

### JR中央ラインモール
- 2010年12月 - 株式会社JR中央ラインモールを設立。
- 2012年9月 - 西国分寺駅に「nonowa西国分寺」開業。
- 2013年
  - 4月1日 - 武蔵境駅の駅業務受託を開始。
  - 5月 - 武蔵境駅に「nonowa武蔵境 WEST」開業。
- 2014年
  - 1月 - 東小金井駅に「nonowa東小金井 EAST・WEST」開業。
  - 3月 - 中央線連続立体交差事業が完了[9]
  - 4月 - 武蔵境駅に「nonowa 武蔵境 (駅間・東小金井間) 」順次開業。
  - 5月1日 - 国立駅の駅業務受託を開始。
- 2015年
  - 2月 - 武蔵小金井駅に「nonowa武蔵小金井 EAST」開業。
  - 4月1日 - 東小金井駅の駅業務受託を開始。
  - 4月 - 国立駅に「nonowa国立 EAST」開業。
- 2016年
  - 4月 - 国立駅に「nonowa国立 (駅間)」順次開業。「nonowa国立 EAST」開業。
  - 6月 - 武蔵境駅に「nonowa武蔵境 EAST」開業。
  - 12月 - 武蔵小金井駅に「nonowa武蔵小金井 SOUTH」開業。
- 2018年4月 - 武蔵小金井駅に「nonowa 武蔵小金井 MUSAKO GARDEN」開業。
- 2021年3月1日 - 駅係員の制服を変更[6]。

### JR中央線コミュニティデザイン
- 2021年
  - 4月1日 - JR中央ラインモールがJR東京西駅ビル開発を吸収合併し[4][5]、株式会社JR中央線コミュニティデザインへ商号変更[4]（会社公式サイトではこの日を「設立日」としている[1]）。同日より南多摩駅、稲城長沼駅、矢野口駅の駅業務受託を開始[2][3]。
  - 12月1日 - 西国分寺駅の駅業務受託を開始[10]。
- 2022年4月1日 - 西八王子駅の駅業務受託を開始。

## 業務内容

### 駅業務受託
中央線
- 武蔵境駅 - 2013年4月1日受託
- 東小金井駅 - 2015年4月1日受託
- 西国分寺駅 - 2021年12月1日受託
- 国立駅 - 2014年5月1日受託
- 西八王子駅 - 2022年4月1日受託

南武線
- 矢野口駅 - 2021年4月1日受託
- 稲城長沼駅 - 2021年4月1日受託
- 南多摩駅 - 2021年4月1日受託

### 施設運営

#### 商業施設

##### セレオ・Dila
JR東京西駅ビル開発から運営を引き継いだ駅ビル・駅ナカ商業施設。
- セレオ国分寺
- セレオ八王子
  - STATION SWITCH セレオ八王子 - ワークスペース
- セレオ西八王子
- セレオ甲府
- セレオ相模原
- Dila拝島

##### nonowa・ののみち
JR中央ラインモールから運営を引き継いだ。中央線連続立体交差事業で高架駅となった武蔵境駅・東小金井駅・武蔵小金井駅・西国分寺駅・国立駅の4駅に設置された駅ナカ商業施設。

#### 高架下開発・活用事業
- コウカシタ - 東小金井駅周辺の高架下
- くらすクラス - 稲城長沼駅周辺の高架下[3]

#### 賃貸住宅
JR中央ラインモールから運営を引き継いだ。
- 中央ラインハウス小金井 - 東小金井駅～武蔵小金井駅の高架下

#### 教育施設
JR中央ラインモールから、児童向けプログラミング教室「プログラボ」の管理・運営を引き継いだ。
プログラボ
- プログラボ中野（旧・プログラボTAC中野）、プログラボ大泉学園、プログラボ吉祥寺、プログラボ武蔵境、プログラボ武蔵小金井ラボ1・武蔵小金井ラボ2、プログラボ仙川、プログラボ調布、プログラボ府中、プログラボセレオ国分寺、プログラボ国立、プログラボ立川、プログラボひばりヶ丘、プログラボセレオ八王子、プログラボきよせ幼稚園[注釈 1]、プログラボ武蔵浦和

#### イベント運営
- 一例として、高校生による地域参画の取組みを支援する社会貢献事業として、毎年春に国立駅において東京都立第五商業高等学校の生徒向けの地域参画・模擬企業体験などの機会を提供している。

## JR東日本グループの商業施設運営会社
- 吉祥寺ロンロン
- ルミネ / NEWoMan
- アトレ
- エキュート
- グランデュオ
- ボックスヒル
- イーサイト
- Dila - Dila仙台駅はJR東日本東北総合サービスが運営
- エスパル
- JR横浜湘南シティクリエイト - CIAL、ラスカを運営
- JR東日本ビルテック株式会社
- 株式会社JR東日本ビルディング
- 株式会社JR東日本クロスステーション
- 株式会社ジェイアール東日本都市開発